# Estación Humboldt
Humboldt era una estación de ferrocarril ubicada 2 km al sur de la localidad homónima, departamento Las Colonias, provincia de Santa Fe, Argentina.
La estación fue habilitada a fines del siglo XIX por el Ferrocarril Provincial de Santa Fe.

## Servicios
Inaugurada en 1885, al nacionalizarse los ferrocarriles en 1948 pasó a integrar los ramales F2 (Santa Fe-San Cristóbal; funcionó hasta inicios de la década de 1980) y F10 (Humboldt-Soledad, clausurado en 1961 por el Plan Larkin) del Ferrocarril General Belgrano.
Humboldt requirió ensanches que, en la parte de vías, significó la creación de una nueva playa del lado norte, quedando el edificio encerrado por dos parrillas.
No presta servicios de pasajeros ni de cargas. Sus vías e instalaciones están concesionadas a la empresa Trenes Argentinos Cargas.